# Svartstreckad bandvinge
Svartstreckad bandvinge (Actinodura souliei) är en fågel i familjen fnittertrastar inom ordningen tättingar.

## Utseende och läten
Svartstreckad bandvingendvingen är en 21–23 cm lång, kortstjärtad och rostfärgad bandvinge med förlängda och spetsiga hjässfjädrar som formar en lös tofs. Den liknar brunstreckad bandvinge (A. waldeni), men örontäckare och nacke är mer enhetligt silverfärgade och den beigefärgade kroppen är täckt av breda, svartaktiga streck. Sången är okänd, lätena liknande waldenbandvingen med mjuka kontaktläten och hårda, vibrerande varningsläten.

## Utbredning och systematik
Svartstreckad bandvinge förekommer i östra Asien och delas in i två underarter med följande utbredning:
- Actinodura souliei souliei – södra Kina (södra Sichuan i nordvästra Yunnan)
- Actinodura souliei griseinucha – nordvästra Tonkin

### Släktestillhörighet
Bandvingarna placeras traditionellt i Actinodura. DNA-studier visar dock att två avvikande arter, rostkronad minla (Chrysominla strigula) och blåstjärtad siva (Siva cyanouroptera) är en del av bandvingarna. Olika taxonomiska auktoriteter har behandlat resultatet på olika sätt, antingen som här inkludera dessa i Actinodura, eller dela upp släktet i två. Svartstreckad bandvinge och dess närmaste släktingar lyfts då ut i släktet Sibia.

## Levnadssätt
Svartstreckad bandvinge påträffas i lövskog och öppen barrskog med inslag av bambu på 1700-3300 meters höjd. Den livnär sig huvudsakligen av ryggradslösa djur och ses ofta i små, långsamt förflyttande flockar, ibland i sällskap med andra arter. Inget är känt om dess häckningsbiologi. Arten är stannfågel och rör sig i mindre utsträckning i höjdled under kall väderlek och kraftigt snöfall.

## Status och hot
Arten har ett stort utbredningsområde och en stor population, men tros minska i antal på grund av habitatförstörelse och fragmentering, dock inte tillräckligt kraftigt för att den ska betraktas som hotad. Internationella naturvårdsunionen IUCN kategoriserar därför arten som livskraftig (LC). Världspopulationen har inte uppskattats men den beskrivs som ovanlig.

## Namn
Fågelns vetenskapliga artnamn hedrar Jean-André Soulié (1858-1905), fransk missionär verksam i Kina.